# Día del maestro
El Día del maestro es una festividad en la que se conmemora a quienes se dedican a enseñar a estudiantes de manera profesional.

## Historia
A comienzos del siglo XV y como resultado de las políticas públicas de universalización de la educación, surgió la idea de conmemorar la labor docente; diversos estados establecieron días especiales, dedicados a honrar al docente por su labor. 
En 1943, la Primera Conferencia de Ministros y Directores de Educación de las Repúblicas Americanas, celebrada en Panamá, propuso una fecha unificada para todo el continente; eligiéndose el 11 de septiembre, aniversario del fallecimiento del estadista y educador argentino Domingo Faustino Sarmiento. 
Dicha fecha ha continuado conmemorándose en Argentina, pero se ha abandonado en el resto del continente.   
La Organización de las Naciones Unidas para la Educación, la Ciencia y la Cultura (UNESCO), declaró en 1994 el día 5 de octubre como el Día Mundial de los Docentes.
Se enumeran solamente aquellas celebraciones que no coinciden con el Día Mundial de los Docentes:

## Fechas

### En América
| País                 | Fecha                 | Nota |
| -------------------- | --------------------- | --- |
| Argentina            | 11 de septiembre      | En homenaje al fallecimiento de Domingo Faustino Sarmiento, por sus acciones y políticas dedicadas a fomentar la educación y escolarización públicas. Es llamado «Padre del aula» y «Maestro de América».                                                                                         |
| Bolivia              | 6 de junio            | Constituido bajo Decreto Supremo del 24 de mayo de 1924, en homenaje al onomástico del educador periodista, abogado e historiador Modesto Omiste Tinajeros, "padre de la educación boliviana", quien tuvo influencia en la Ley para la Libertad de Enseñanza aprobada el 22 de noviembre de 1872. |
| Brasil               | 15 de octubre         | El emperador Pedro I firmó la ley que crea escuelas de primeras letras en todas las ciudades, villas y lugares populares. |
| Chile                | 16 de octubre         | Fundación del Colegio de Profesores, celebrado como Día del Profesor. |
| Colombia             | 15 de mayo            | El papa Pío XII proclamó a san Juan Bautista de La Salle como «patrono universal de todos los educadores». |
| Costa Rica           | 22 de noviembre       | Nacimiento de Mauro Fernández Acuña. |
| Cuba                 | 22 de diciembre       | Declaración como «territorio libre de analfabetismo». |
| Ecuador              | 13 de abril           | Nacimiento de Juan Montalvo Fiallos y Federico González Suárez; y, a su vez, el de fallecimiento de Luis Felipe Borja Pérez. |
| El Salvador          | 22 de junio           | Fecha del fallecimiento en 1890 del general Francisco Menéndez Valdivieso, principal impulsor de la dignidad magisterial y principal reformador de la educación salvadoreña. Además se eligió esa fecha porque su mandato presidencial inició justo el 22 de junio de 1885.                       |
| Estados Unidos       | Primer martes de mayo | En California el 8 de mayo (Día del maestro). La Asociación Nacional de Educación describe Día Nacional del Maestro como "un día para honrar a los maestros y el reconocimiento de las contribuciones duraderas que hacen a nuestra vida".                                                        |
| Guatemala            | 25 de junio           | Celebrado desde 1944, se realiza en conmemoración a la maestra María Chinchilla Recinos, quien muere por las acciones violentas del gobierno dictatorial de Jorge Ubico para reprimir una manifestación de protesta, en contra del gobierno.                                                      |
| Honduras             | 17 de septiembre      | Celebrado como homenaje a José Trinidad Reyes. |
| México               | 15 de mayo            | El Día del Maestro se instituyó oficialmente en 1917, por la Toma de Querétaro (1867). |
| Nicaragua            | 29 de junio           | En honor a la gesta heroica del Maestro Enmanuel Mongalo y Rubio durante la Primera Batalla de Rivas en 1855. |
| Panamá               | 1 de diciembre        | Conmemoración al nacimiento de Manuel José Hurtado. |
| Venezuela            | 15 de enero           | Creado en 1932 por el dictador Juan Vicente Gómez, un grupo de educadores conformaron una asociación para defender los derechos laborales de los maestros y mejorar la educación en Venezuela, esta sería la Sociedad Venezolana de Maestros de Instrucción Pública.                              |
| Paraguay             | 30 de abril           | Durante el Congreso de Educadores (1915) se resolvió establecer como el Día del Maestro en vísperas del día del trabajador de la cultura, además se celebra por el nacimiento de San Juan Bautista de La salle patrono de los educadores. Se celebra en todas las escuelas y colegios del país.   |
| Puerto Rico          |                       | Se celebra el viernes antes del segundo domingo de mayo o Día de la Madre. |
| Perú                 | 6 de julio            | Fundación de la primera Escuela Normal de Varones, el 6 de julio de 1822 por el Protector General José de San Martín. |
| República Dominicana | 30 de junio           | Resolución núm. 6-39, del 6 de junio de 1939, de la Secretaría de Estado de Justicia, Educación Pública y Bellas Artes. Coincide con la fecha de nacimiento de Juan Bosch. |
| Uruguay              | 22 de septiembre      | Por ser al día siguiente del día de la juventud (21 de septiembre). |

### En Europa
La mayor parte de los países europeos lo celebran el 5 de octubre, Día Mundial de los docentes, o en el fin de semana más próximo a esa fecha. Se listan celebraciones alternativas:
| País       | Fecha                    | Nota |
| ---------- | ------------------------ | --- |
| Albania    | 7 de marzo               | Aniversario de la apertura de la primera escuela laica albanesa en 1887.                                                                             |
| Chequia    | 28 de marzo              | Aniversario de nacimiento de Comenio, padre de la didáctica, nacido en 1592 en Uherský Brod, actual Chequia.                                         |
| Eslovaquia | 28 de marzo              | Aniversario de nacimiento de Comenio, padre de la didáctica, nacido en 1592. A día de hoy, se le considera un maestro de naciones en Eslovaquia.     |
| España     | 27 de noviembre          | San José de Calasanz, patrón de los maestros. |
| Grecia     | 30 de enero              | En esta fecha se conmemora a Basilio el Grande, Gregorio el Teólogo y Juan Crisóstomo, los Tres Santos Jerarcas y educadores de la Iglesia Ortodoxa. |
| Hungría    | Primer domingo de junio. | Establecido en 1952. |
| Polonia    | 14 de octubre.           | Creación en 1773 de la Comisión Nacional de Educación por iniciativa del rey Estanislao II.                                                          |

### En Asia
| País                   | Fecha            | Nota |
| ---------------------- | ---------------- | --- |
| Afganistán             | 3 de abril       | En abril, según el calendario gregoriano. |
| Arabia Saudita         | 28 de febrero    | Día del maestro en numerosos países de cultura árabe. |
| Baréin                 | 28 de febrero    | Día del maestro en numerosos países de cultura árabe. |
| Corea del Sur          | 15 de mayo       | Nacimiento del rey Sejong, el Grande, creador del alfabeto coreano. |
| China                  | 10 de septiembre | Comienzo del último semestre, la fecha tradicional era el 28 de septiembre, nacimiento de Confucio; en 2013 el Consejo de Estado propuso cambiarla a esa fecha. |
| Emiratos Árabes Unidos | 28 de febrero    | Día del maestro en numerosos países de cultura árabe. |
| India                  | 5 de septiembre  | Nacimiento de Sarvepalli Radhakrishnan, segundo presidente de la India. |
| Israel                 | 23 de kislev     | Celebración creada por la Knéset en 2013. |
| Jordania               | 28 de febrero    | Día del maestro en numerosos países de cultura árabe. |
| Malasia                | 16 de mayo       | El 16 de mayo de 1956, el Concejo Federal Legislativo de la Federación avaló el Informe Razak, base de la educación malaya desde entonces. No es un feriado escolar oficial, pero es usual celebrarlo en este día o un poco antes si cae en fin de semana.         |
| Omán                   | 28 de febrero    | Día del maestro en numerosos países de cultura árabe. |
| Taiwán                 | 28 de septiembre | Nacimiento de Confucio. No es una celebración oficial, pero es común que se entreguen presentes a los docentes en este día. |
| Turquía                | 24 de noviembre  | En esta fecha (1928), Mustafá Kemal Ataturk, recibió el título de Gran Maestro y se inauguraron las Escuelas Nacionales abiertas a toda la población. |
| Vietnam                | 20 de noviembre  | El 20 de noviembre de 1957, una reunión de educadores de los países socialistas, en Varsovia, elaboró un Manifiesto Internacional. Hasta 1982 fue llamado Día del Manifiesto Internacional de los Educadores y, desde entonces, Día de los Educadores vietnamitas. |
| Yemen                  | 28 de febrero    | Día del maestro en numerosos países de cultura árabe. |